# Dolmen de Lannek-er-Men

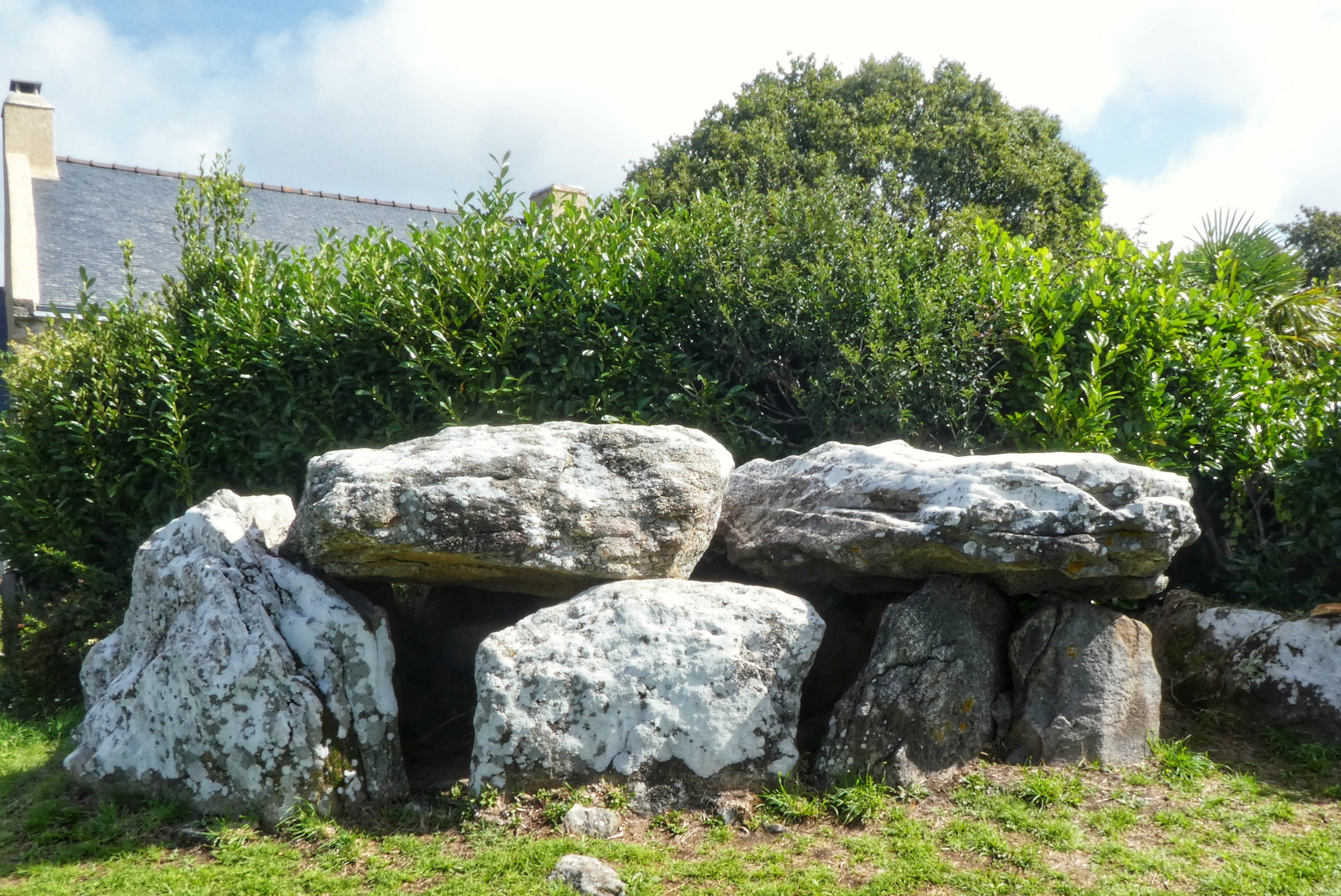
Dolmen de Lannek-er-Men

Dolmen de Lannek-er-Men (auch Er-Roh genannt) liegt in Sarzeau im Département Morbihan in der Bretagne in Frankreich und gehört zu den Megalithanlagen auf der Rhuys-Halbinsel. Der kleine Ost-West orientierte Dolmen mit einem Zugang im Osten steht auf einer Wiese nahe bei einem Haus. Dolmen ist in Frankreich der Oberbegriff für Megalithanlagen aller Art (siehe: Französische Nomenklatur).
Die ungewöhnlich polygonale Kammer besteht aus zwölf Steinen, von denen sechs seitliche, die beiden Decksteine stützen und ein Stein neben der Anlage liegt. Vier Orthostaten verschließen (zum Teil in doppelter Lage) das westliche Ende. Einer befindet sich am östlichen Ende. Der Fußboden ist mit großen Steinen gepflastert. Das Denkmal ist etwa 4,0 m lang, 1,5 m breit, aber nur einen halben Meter hoch.